# 인큐베이터 (생물학)

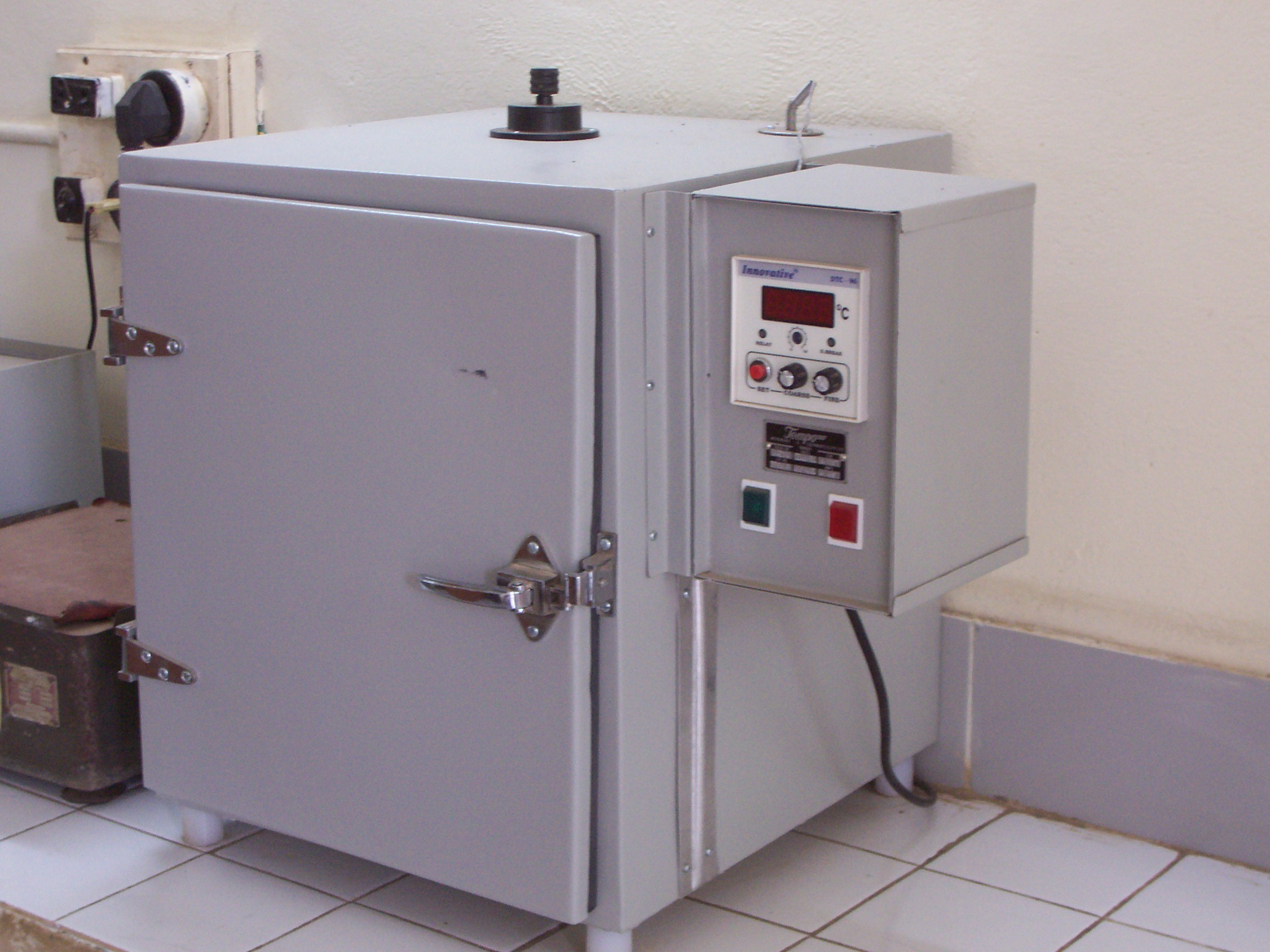
항온기

인큐베이터(incubator) 또는 항온기(恒溫器)는 온도를 일정하게 유지하여 생물 등을 배양하기 위한 장치이다. 인큐베이터는 최적의 온도, 습도 및 내부 대기의 CO2 및 산소 함량과 같은 기타 조건을 유지한다. 인큐베이터는 세포 생물학, 미생물학 및 분자 생물학의 많은 실험 작업에 필수적이며 박테리아 및 진핵 세포를 배양하는 데 사용된다.
인큐베이터는 온도가 조절되는 챔버로 구성된다. 일부 인큐베이터는 해당 챔버 내 습도, 가스 구성 또는 환기도 조절한다.
가장 간단한 인큐베이터는 조정 가능한 히터가 있는 절연 상자로, 일반적으로 최대 60~65°C(140~150°F)까지 올라가지만 일부는 약간 더 높을 수도 있다(일반적으로 100°C 이하). 자주 사용되는 대장균과 같은 박테리아와 포유류 세포에 가장 일반적으로 사용되는 온도는 약 37°C(99°F)이다. 이러한 유기체는 이러한 조건에서 잘 자란다. 신진 효모인 사카로미세스 세레비시아와 같이 생물학적 실험에 사용되는 다른 유기체의 경우 성장 온도는 30°C(86°F)가 최적이다.
보다 정교한 인큐베이터에는 온도를 낮추는 기능(냉장을 통해)이나 습도 또는 CO2 수준을 제어하는 기능도 포함될 수 있다. 이는 증발을 방지하기 위해 상대 습도가 일반적으로 >80%이고 CO2 수준을 5%로 유지하여 약산성 pH를 달성하는 포유류 세포 배양에 중요하다.

## 같이 보기
- 부화기
- 배양기
- 난생